# Oberschmölz
Oberschmölz ist eine Wüstung auf dem Gemeindegebiet der Stadt Schwarzenbach am Wald im Landkreis Hof (Oberfranken, Bayern).

## Geografie
Die Einöde lag auf einer Höhe von 463 m ü. NHN im Tal der Wilden Rodach. Löhmar befand sich 600 Meter nördlich von Oberschmölz.

## Geschichte
Von 1797 bis 1810 unterstand Oberschmölz dem Justiz- und Kammeramt Naila. Infolge des Ersten Gemeindeedikts wurde Oberschmölz dem 1812 gebildeten Steuerdistrikt Schwarzenbach am Wald und der zugleich entstandenen Ruralgemeinde Löhmar zugewiesen. Ende des 19. Jahrhunderts ist der Ort wüst gefallen.

### Einwohnerentwicklung
| Jahr      | 1819  | 1861  | 1871  |
| Einwohner | 16    | 9     | 7     |
| Gebäude   |       | 3     | 2     |
| Quelle    | [ 2 ] | [ 3 ] | [ 4 ] |

## Religion
Oberschmölz war evangelisch-lutherisch geprägt und nach Schwarzenbach am Wald gepfarrt.